# Óscar Peñas
Óscar Peñas García (* 17. listopadu 1974 Madrid, Španělsko) je bývalý španělský zápasník–judista.

## Sportovní kariéra
S judem začínal ve 13 letech v Madridu pod vedením Javiera Álvareze. V španělské seniorské reprezentaci se prosadil po olympijských hrách v Atlantě v superlehké váze do 60 kg. Největší vliv na nárůstu výkonnosti měl sparing se ženami pod vedením reprezentačního trenéra Vicenta Cepedy. V roce 2000 se kvalifikoval na olympijské hry v Sydney, ale roli jednoho z favoritů nepotvrdil. Vypadl ve druhém kole s Kazachem Bazarbekem Donbajem. Od roku 2002 přešel do vyšší váhové kategorie, ve které se v roce 2004 kvalifikoval na olympijské hry v Athénách. Ve druhém kole mu vystavil stopku technikou sumi-gaeši Slovák Jozef Krnáč. Přes opravy se probojoval do boje o třetí místo proti Bulharu Georgi Georgievovi, se kterým prohrál minimálním bodovým rozdílem na koku a obsadil 5. místo. V roce 2008 se v 34 letech kvalifikoval na své třetí olympijské hry v Pekingu, ale nepřešel přes úvodní kolo. Sportovní kariéru ukončil v roce 2009.

## Výsledky
| Turnaj             | 1997            | 1998            | 1999            | 2000            | 2001            | 2002           | 2003           | 2004           | 2005           | 2006           | 2007           | 2008           |
| Turnaj             | 24              | 25              | 26              | 27              | 28              | 29             | 30             | 31             | 32             | 33             | 35             | 34             |
| Turnaj             | superlehká váha | superlehká váha | superlehká váha | superlehká váha | superlehká váha | pololehká váha | pololehká váha | pololehká váha | pololehká váha | pololehká váha | pololehká váha | pololehká váha |
| ------------------ | --------------- | --------------- | --------------- | --------------- | --------------- | -------------- | -------------- | -------------- | -------------- | -------------- | -------------- | -------------- |
| Olympijské hry     |                 |                 |                 | úč.             |                 |                |                | 5.             |                |                |                | úč.            |
| Mistrovství světa  | úč.             |                 | úč.             |                 | 7.              |                | úč.            |                | 5.             |                | —              |                |
| Mistrovství Evropy | —               | 3.              | 1.              | úč.             | úč.             | —              | úč.            | 3.             | —              | úč.            | úč.            | úč.            |